# グリーゼ238b
グリーゼ238b（英語: Gliese 238 b）とは、地球からがか座の方向に15.2156パーセク (49.627 ly) 離れた位置に存在する恒星であるグリーゼ238の周囲を公転している太陽系外惑星である。TIC 260708537 b、TOI-486 b、LHS 1855 bなどといった別名も持つ。

## 発見
グリーゼ238bは最初、TESSによるトランジット法を用いた観測で惑星候補として検出された。TESSはグリーゼ238をセクター1-6、8-13、27-39（2018年7月25日-2019年1月7日、2019年2月2日-2019年7月18日、2020年7月4日-2021年6月24日）の合計25セクターの間観測し続けた。グリーゼ238は天の南極に近い場所にあり、TESSが南天の観測を行っているときに長期間にわたって観測される領域の中に位置していた。TESSによる観測で周囲に太陽系外惑星が存在する可能性が示された恒星にはTESS object of interest（TOI）という天体カタログにおける名称が与えられる。これにより、グリーゼ238はTOI-486、惑星候補はTOI-486.01という名称で2019年5月7日にTESS object of interestに追加された。その後、データの分析やフォローアップ観測が行われ、TOI-486.01が誤検出などではなく実際の惑星であることが確認された。それに伴い、TOI-486.01はグリーゼ238b（TOI-486 b）と命名され、グリーゼ238bの発見及び確認を公表する論文はアストロノミカルジャーナルにて2024年5月24日に掲載された。

## 特徴
グリーゼ238bは約1.74日の公転周期を持ち、主星から0.02123天文単位 (3,176,000 km) 離れた位置を公転している。
グリーゼ238bの半径は0.566地球半径（1.064火星半径）で、これはこれまでに知られている太陽系外惑星の中でも特に小さいものの1つであり、トランジットを起こす小さな惑星の中では特に太陽系に近いものである。さらに、グリーゼ238bの発見時点で、TESSによる観測で発見された惑星の中では最も小さい惑星となった。他のグリーゼ238bと同程度の大きさの惑星を持つ恒星はその惑星以外にも惑星を持っていることが多いが、グリーゼ238系においては長期間のTESSによる観測でグリーゼ238b以外の惑星候補となるような信号は検出されていない。仮にグリーゼ238系にグリーゼ238bとは別の未知の惑星が存在している場合、大きさが小さすぎてこれまでのデータでは検出ができなかったか、トランジットを起こさない惑星である可能性が考えられる。トランジットを起こす惑星の場合は今後のTESSの拡張ミッションにより検出できる可能性があり、トランジットを起こさない惑星である場合はドップラー分光法を用いた観測で発見できる可能性がある。
| 地球 | グリーゼ238b |
| ---- | ------------ |
| 地球 | Exoplanet    |